# Tylocephalonyx

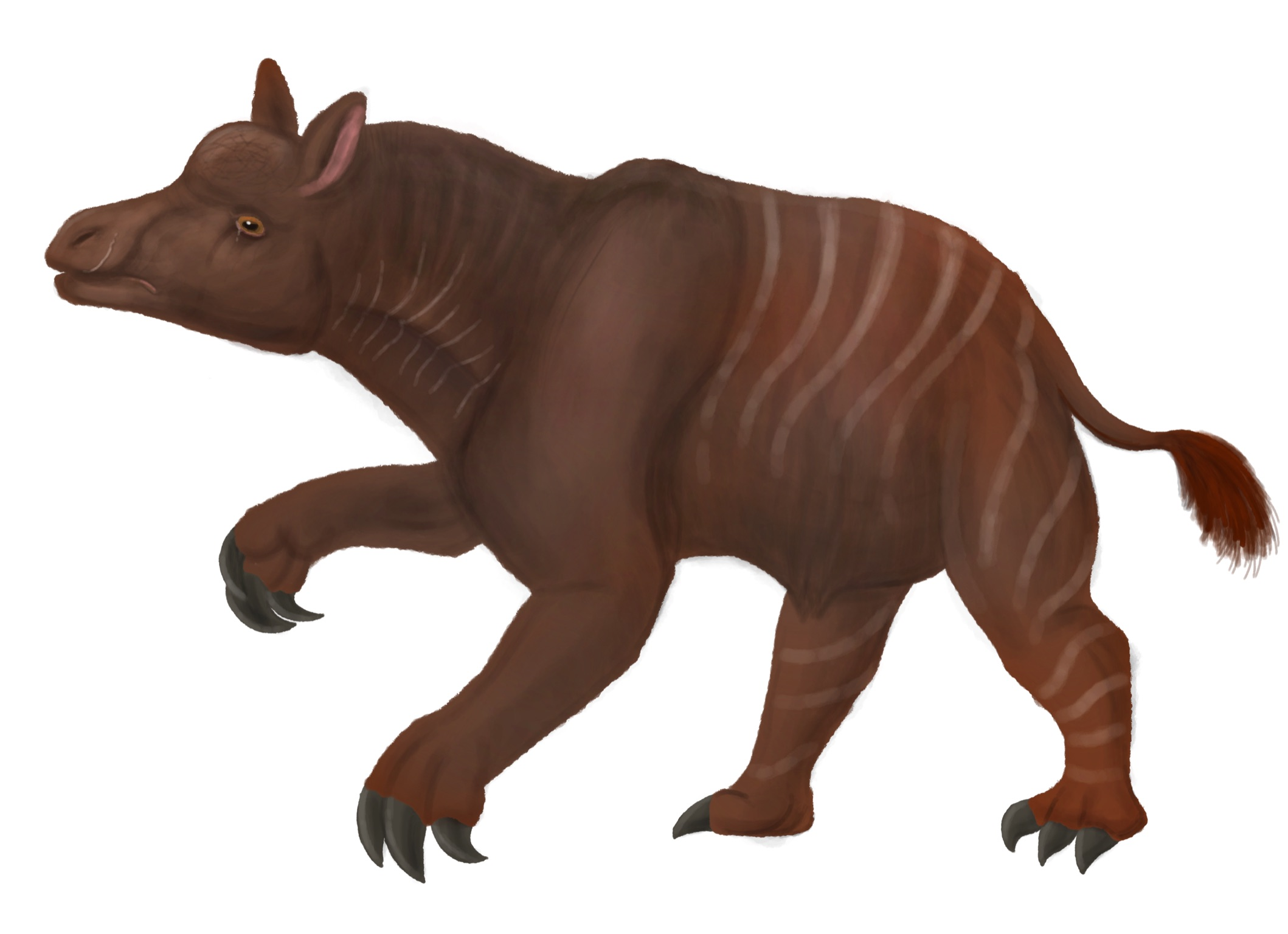
Restauración de Tylocephalonyx skinneri

Tylocephalonyx, del griego clasico τύλος (túlos), "perilla", κέφαλος (képhalos), "cabeza", y ὄνυξ (ónux), "garra", es un género extinto de calicotérido con domo en la cabeza que vivió en el Mioceno en América del Norte. Este puede haber usado su "domo" de la misma manera que los dinosaurios paquicefalosaurios. Tylocephalonyx está también emparentado a los caballos, rinocerontes y tapires.